# María Olaia Fernández Dávila
María Olaia Fernández Davila (Castrelos, Vigo, 1954) és una política gallega.
Inicià el seu treball polític en els anys setanta en el sindicalisme nacionalista a Vigo, on fou secretària zonal d'INTG, i també responsable nacional de la secretaria de la Dona. Ha estat diputada al Parlament de Galícia pel Bloc Nacionalista Gallec des de les eleccions al Parlament de Galícia de 1993 fins a l'any 2003. Desenvolupà la seva activitat parlamentària en temes relacionats amb el treball, sanitat, comerç i serveis socials. Ha estat una de les impulsores de la comissió no permanent per a la igualtat i els drets de les dones.
Dins del BNG, fou membre del Consell Nacional des de 1995 fins al 2003. Fou membre també de l'Executiva Nacional responsable de la secretaria d'Acció Social.
A les eleccions municipals de 2003 fou escollida regidora de Vigo. A les eleccions generals espanyoles de 2004 fou escollida diputada al Congrés dels Diputats, on ha destacat el seu treball en l'ambit pesquer, social, laboral i sanitari.